# Wesselhoeftpark

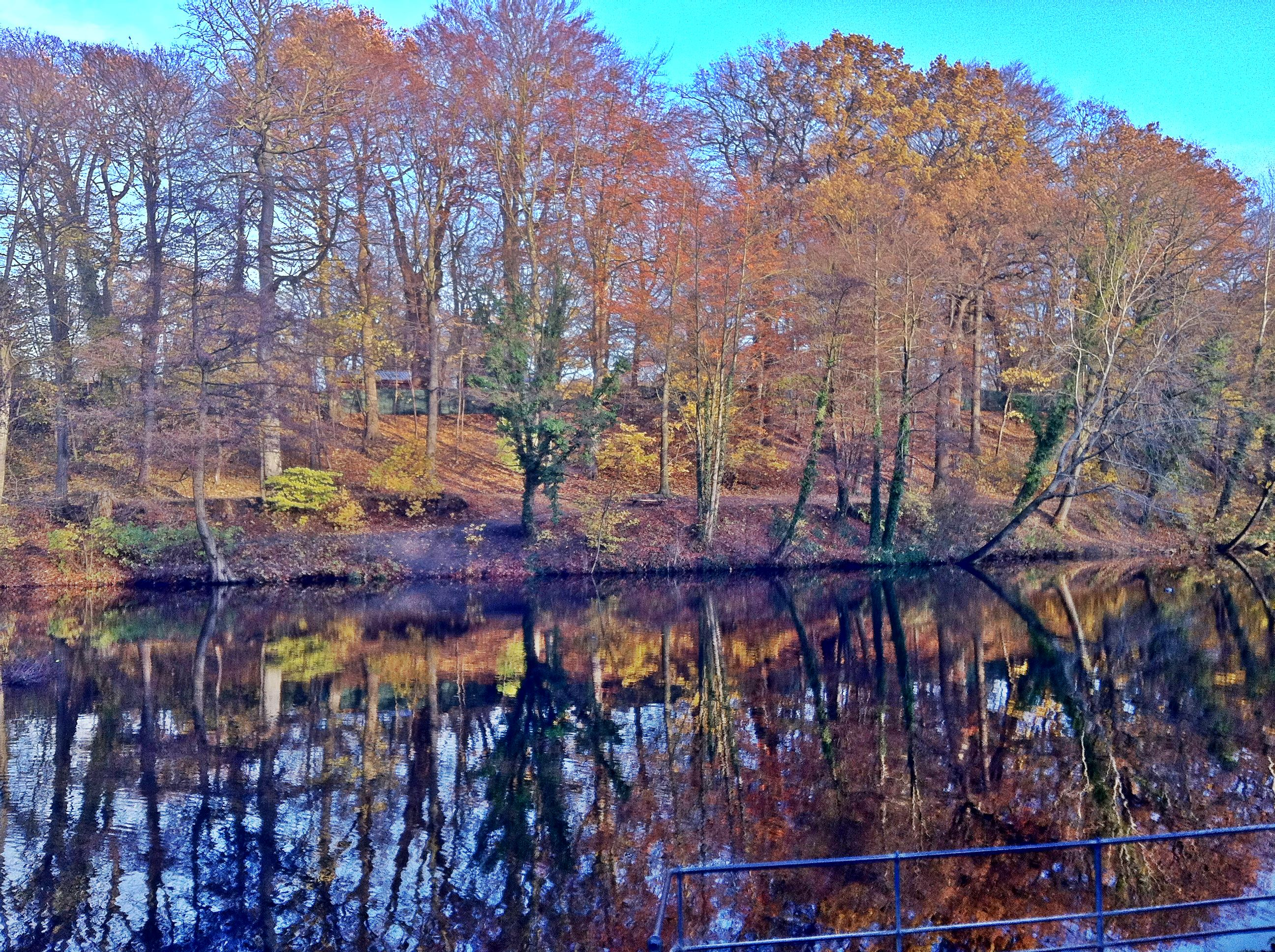
Der Wesselhoeftpark 2013

Der Wesselhoeftpark ist ein Park in Hamburg-Nienstedten in der Gemarkung Klein Flottbek.

## Lage
Der Park befindet sich nördlich der Elbchaussee zwischen den Straßen Christian-F.-Hansen-Straße, Quellental und Baron-Voght-Straße. Nördlich befindet sich unmittelbar angrenzend der Westerpark.

## Geschichte
1825 kaufte die Familie Sillem das Grundstück von der Familie van der Smissen und ließ sodann den Park im englischen Stil anlegen. 1864 wiederum erwarb der Kaufmann Carl Wesselhoeft das Gelände. Er pflanzte im Park zusätzlich exotische Pflanzen an. Der Park war dann weiter im Besitz der Familie Wesselhoeft, bis diese 1953 größere Teile des Parks an die Stadt Hamburg verkaufte. Seitdem sind diese öffentlich zugänglich.

## Besonderheiten

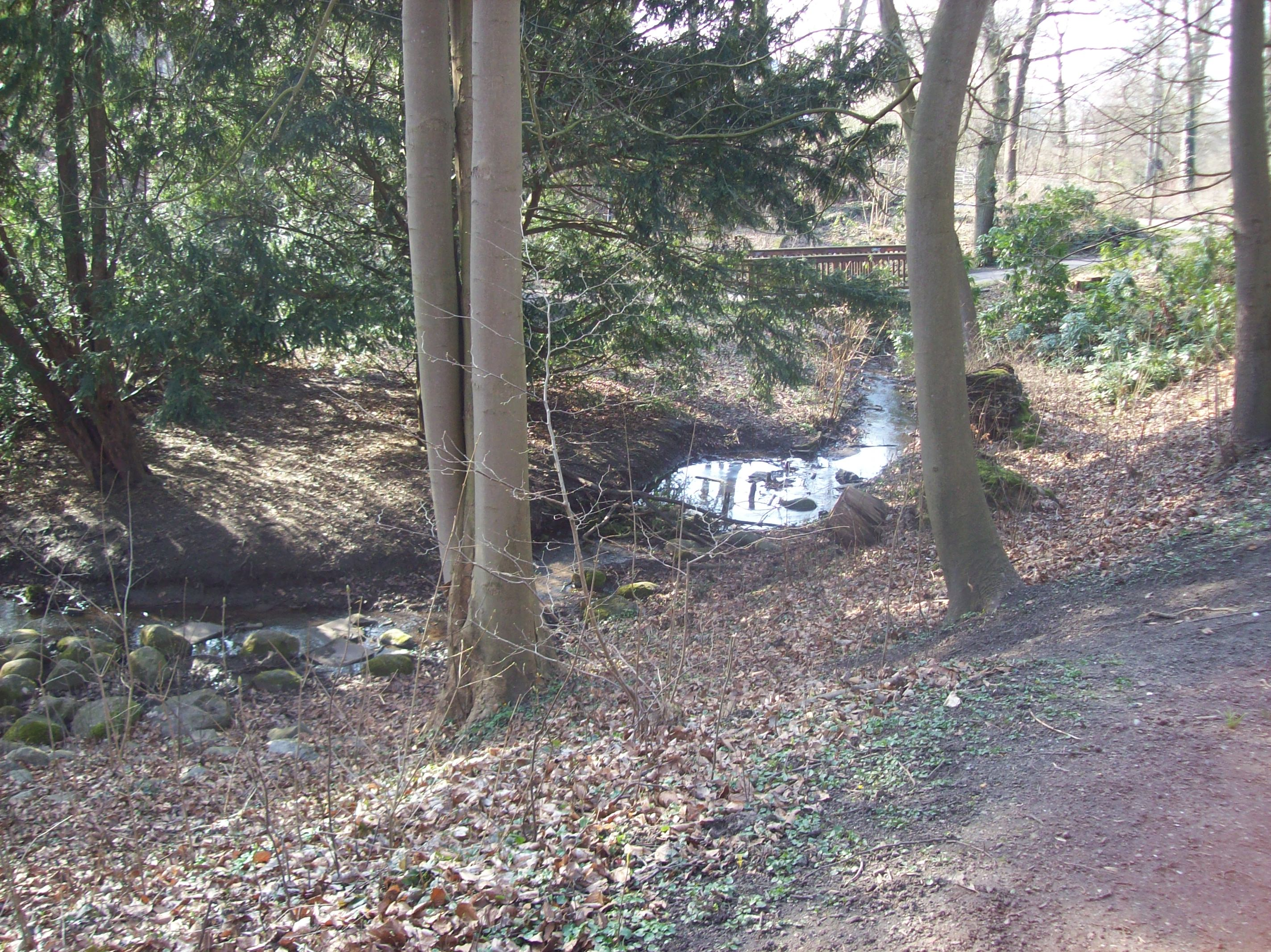
Kleine Flottbek im Wesselhoeftpark

Im Park sind viele alte Bäume sowie zwei ehemalige Mühlenteiche zu finden, der Kleine Mühlteich nördlich und der etwas größere Wesselhoeftteich südlich, die bei vollständigem Zufrieren im Winter vielfach zum Schlittschuhlaufen genutzt werden. Hier gibt es auch Mandarinenten. Beide Teiche werden durch die Kleine Flottbek gespeist und durchflossen, die vom Wesselhoeftteich einen verrohrten Abfluss zur Elbe hat. Durch den Grünzug aus Westerpark und Wesselhoeftpark ist eine direkte Verbindung vom Bahnhof Klein Flottbek zur Elbe möglich.